# ジョン・ノーラン
ジョン・トーマス・ノーラン（英:John Thomas Nolan、1978年2月24日 - ）は、アメリカ合衆国のミュージシャン、シンガーソングライター、ギタリスト。テイキング・バック・サンデイ、ストレイライト・ランのメンバーである。

## 経歴
メリーランド州ボルチモアで生まれた。3歳の頃、ニューヨーク州ナッソー郡ロックビルセンターに引っ越した。テイキング・バック・サンデイのメンバーとしてリードギター、ボーカル、キーボードを担当。Straylight Runではリードボーカル、ピアノ、ギター担当。

### テイキング・バック・サンデイ
1999年、ジェシー・レイシーの誘いによってテイキング・バック・サンデイに加入した。その後、ジョンはアダム・ラザーラをバンドに誘った。2002年にバンドはデビューアルバム『テル・オール・ユア・フレンズ』を発売する。しかし、2003年にメンバーとの音楽性の違いによりバンドを脱退。
2010年3月下旬、ショーン・クーパーと共にバンドにメンバーとして再加入した。

### ストレイライト・ラン
2003年、ジョンは妹のミシェル・ダローザ、ウィル・ヌーン、ショーン・クーパーと一緒にストレイライト・ランを結成。2004年、バンドはデビューアルバム『ストレイライト・ラン』を発売した。
2010年2月16日、バンドは経済的な問題によって無期限活動休止状態にあることが発表された。

### ソロアーティストとして
2009年5月1日、ジョンはMySpaceブログで、いくつかのソロ活動に取り組むことを発表した。2009年10月27日にドッグ・ハウス・レコードからソロアルバム『Height』を発売。
2014年、映画『ブリッジ・アンド・トンネル』向けに、「Here Comes the Wolf」という楽曲を提供した。この曲は、映画祭サーキットでいくつかの賞にノミネートされており2014年開催のロングアイランド国際映画博覧会で「ベストオリジナルソング賞」を受賞した。ロックバンド「ガブリエル・ザ・マリン」の楽曲『RoundandRound』でバックアップボーカルと共同作詞作曲を担当した。
2015年7月27日、2枚目のソロアルバム『Sad、Strange、BeautifulDream』を発売した。

## ディスコグラフィー

### アルバム
- The Collaboration Experiment (2009年)
- Height (2009年)
- Live at Southpaw (2009年)
- Live at Looney Tunes CDs (2010年)
- Songs I Wrote (2010年)
- Songs I Didn't Write (2010年)
- Sad Strange Beautiful Dream (2015年)
- Abendigo (2018年)

## ビデオグラフィー
- Drinking Your Way To Confidence[7]
- Street Robbery Blues (Punks in Vegas Session)[8]
- American Nightclub 1999 (Punks in Vegas Session)[9]

## 使用機材
ギター
- フェンダー・テレキャスター・デラックス
- ギブソン・レスポール
- フェンダー・'72テレキャスター・シンライン

アンプ
- マーシャル・JCM800